# بيري تورنبول
بيري تورنبول هو لاعب هوكي الجليد كندي، ولد في 9 مارس 1959 في Bentley, Alberta ‏ في كندا.

## وصلات خارجية
- بيري تورنبول على موقع دوري الهوكي الوطني (الإنجليزية)
- بيري تورنبول على موقع EliteProspects.com (الإنجليزية)
- بيري تورنبول على موقع HockeyDB.com (الإنجليزية)
- بيري تورنبول على موقع Hockey-Reference.com (الإنجليزية)